# ホロゴン

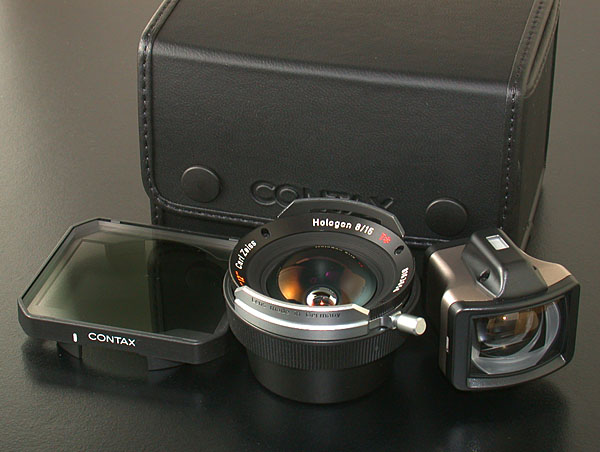
G用ホロゴン16mmF8一式

ホロゴン（Hologon ）はカール・ツァイスのエルハルト・グラッツェルによって発明された超広角レンズ。

## 概要

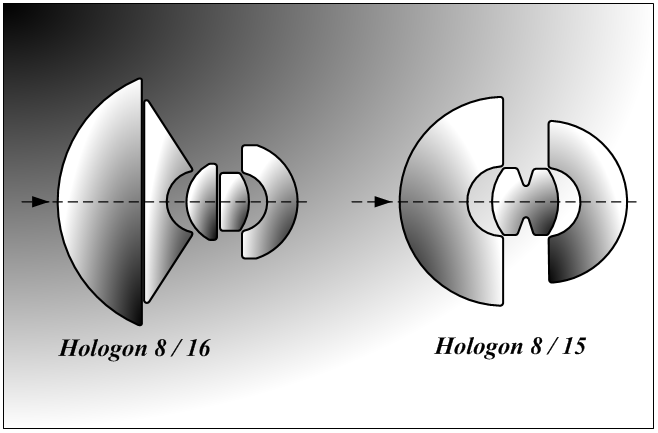
ホロゴン

名称はギリシア語のホロス（ὅλος、「全て、完全」の意）とゴニア（γωνία、「角度」の意）に由来する。
原型の設計はきわめて強い曲率を持った厚い凹メニスカスレンズ2枚でひょうたん型の両凸レンズを挟んだ対称型の3群3枚構成である。通常の絞りは存在せず、中央の両凸レンズのひょうたん型という形状そのものが絞りとして機能する仕組みで、絞り値はf/8固定である。歪曲収差がほぼ完全に補正されている反面、周辺光量の低下が大きく、周辺から中心部に向かって暗くなる補正フィルターが用意された。また、バックフォーカスを長く取れず、一眼レフカメラでは使用できない。
その特殊性や、通常の対称型・非対称型広角レンズの高性能化などのため、当初から限定的にのみ製造･販売されてきた経緯を持つ。

## 製品一覧

### ホロゴンウルトラワイド用ホロゴン
コンタレックスシステム内のカメラホロゴンウルトラワイドに固定装着された。